# Louis Comfort Tiffany
Louis Comfort Tiffany (18 de febrero de 1848-17 de enero de 1933) fue un destacado artista y diseñador industrial estadounidense muy conocido por sus trabajos en vidrio y es el artista de Estados Unidos que más se asocia con el movimiento art nouveau.
Tiffany fue pintor, decorador de interiores, diseñador de ventanas y lámparas de vidrio, mosaicos de vidrio, vidrio soplado, cerámica, joyería y trabajos en metal.

## Biografía
Louis era hijo de Charles Lewis Tiffany (fundador de Tiffany & Co.) y Olivia Avery Young. Louis se casó con Mary Woodbridge Goddard el 15 de mayo de 1872 en Norwich, Connecticut, y tuvieron cuatro hijos:
- Mary Woodbridge Tiffany (1873-1963)
- Charles Louis Tifanny I (1874-1874)
- Charles Louis Tiffany II (1878-1947)
- Hilda Goddart Tiffany (1879-1908)

Después de la muerte de su esposa, se volvió a casar con Louise Wakeman Knox el 9 de noviembre de 1886 y tuvieron cuatro hijos:
- Louis Comfort Tiffany II (1887-1974)
- Julia DeForest (1887-1973)
- Annie Olivia Tiffany (1888-1892)
- Dorothy Trimble Tiffany (1891-1979)

Louis falleció el 17 de enero de 1933 y fue sepultado en el Cementerio Greenwood de Brooklyn, Nueva York.

## Carrera
Louis asistió a la Academia Militar Eagleswood, en Perth Amboy, Nueva Jersey. Su primer entrenamiento artístico fue como pintor, estudiando con George Inness y Samuel Coleman en la ciudad de Nueva York y con León Bailly en París. 
Aproximadamente en 1875 comenzó a interesarse por la técnica de elaboración del vidrio y trabajó en diversas vidrierías de Brooklyn. En 1879 se asoció con Samuel Colman, Candace Wheeler y Lockwood de Forest para formar Louis Comfort Tiffany and Associated American Artists. El liderazgo y talento de Tiffany, junto con las conexiones y los recursos económicos de su padre, hicieron que el negocio fuera un éxito. 
El deseo de Tiffany de concentrarse en el vidrio como elemento artístico condujo a la disolución de la empresa en 1885, cuando prefirió establecer su propia empresa elaboradora de vidrio. La primera Tiffany Glass Company fue constituida el 1 de diciembre de 1885, y en 1900 se hizo conocida como Tiffany Studios.

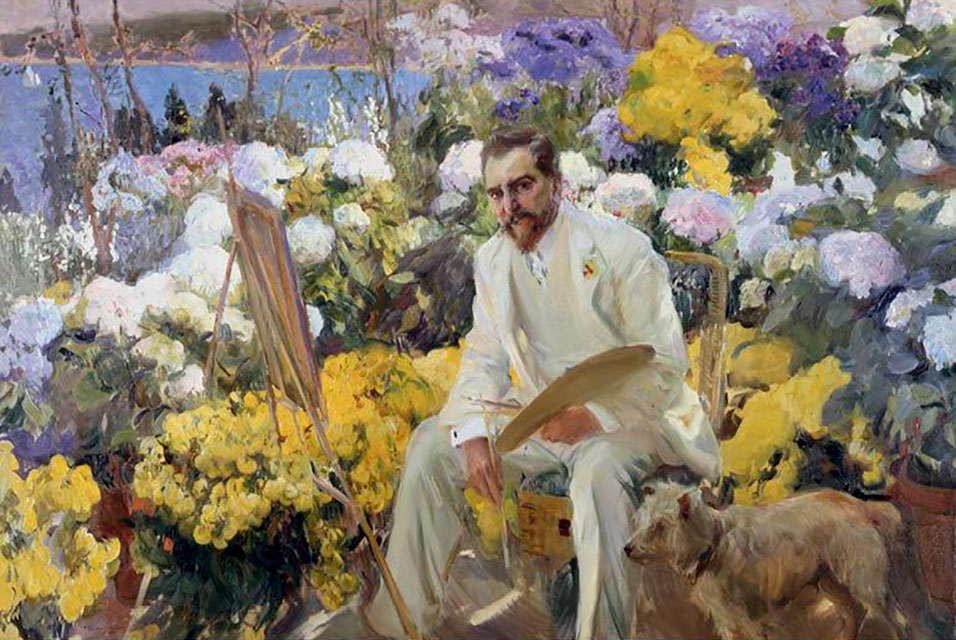
Tiffany retratado por Sorolla.

En su fábrica usaba vidrios opacos en variedad de colores y texturas para crear un estilo único de vitrales, que contrastaba con el método de vidrios transparentes pintados o esmaltados que habían sido dominantes en la creación de vitrales durante cientos de años en Europa. El uso de vidrio con color para la creación de vitrales fue motivado por los ideales del movimiento Arts and Crafts y su líder William Morris en Inglaterra. El artista y vidriero John La Farge fue el principal competidor de Tiffany en este nuevo estilo norteamericano de vitral. Los dos habían aprendido el oficio en la misma vidriería de Brooklyn a finales de 1870.
En 1893 Tiffany construyó una nueva fábrica, llamada Tiffany Glass Furnaces, localizada en Corona Queens, Nueva York. Ese mismo año su nueva compañía introdujo el término favrile en conjunción con su primera producción de vidrio soplado. Algunos ejemplares tempranos de sus lámparas fueron exhibidas en la Feria Mundial de Chicago de 1893.
Registró el término favrile el 13 de noviembre de 1894. Luego extendió la utilización de este vocablo a toda su producción de vidrios, esmaltes y cerámicas. Las primeras lámparas producidas comercialmente son aproximadamente del año 1895. Gran parte de la producción de su empresa se centraba en la realización de vitrales para ventanas y la creación de lámparas, aunque su compañía diseñaba una completa gama de objetos de decoración para interiores. En su momento cumbre, su fábrica tuvo más de 300 artesanos.
Tiffany utilizó todas sus habilidades en el diseño de su propia casa en Oyster Bay, Nueva York, Long Island, Laurelton Hall, que poseía 84 habitaciones y fue finalizada en 1905. Más tarde fue donada a su fundación para estudiantes de arte, junto con 243.000 m² de tierras, pero resultó destruida por un incendio en 1957.
Tiffany mantuvo una estrecha relación con la compañía familiar Tiffany Company. Muchos de los productos que él producía eran vendidos allí. Tras la muerte de su padre en 1902 se convirtió en director artístico de Tiffany & Co. Tiffany Studios se mantuvo en actividad hasta 1928.
Se vinculó al prestigioso colectivo de diseñadores conocido como Associated Artists, que incluía a Lockwood de Forest, Candace Wheeler y Samuel Colman.

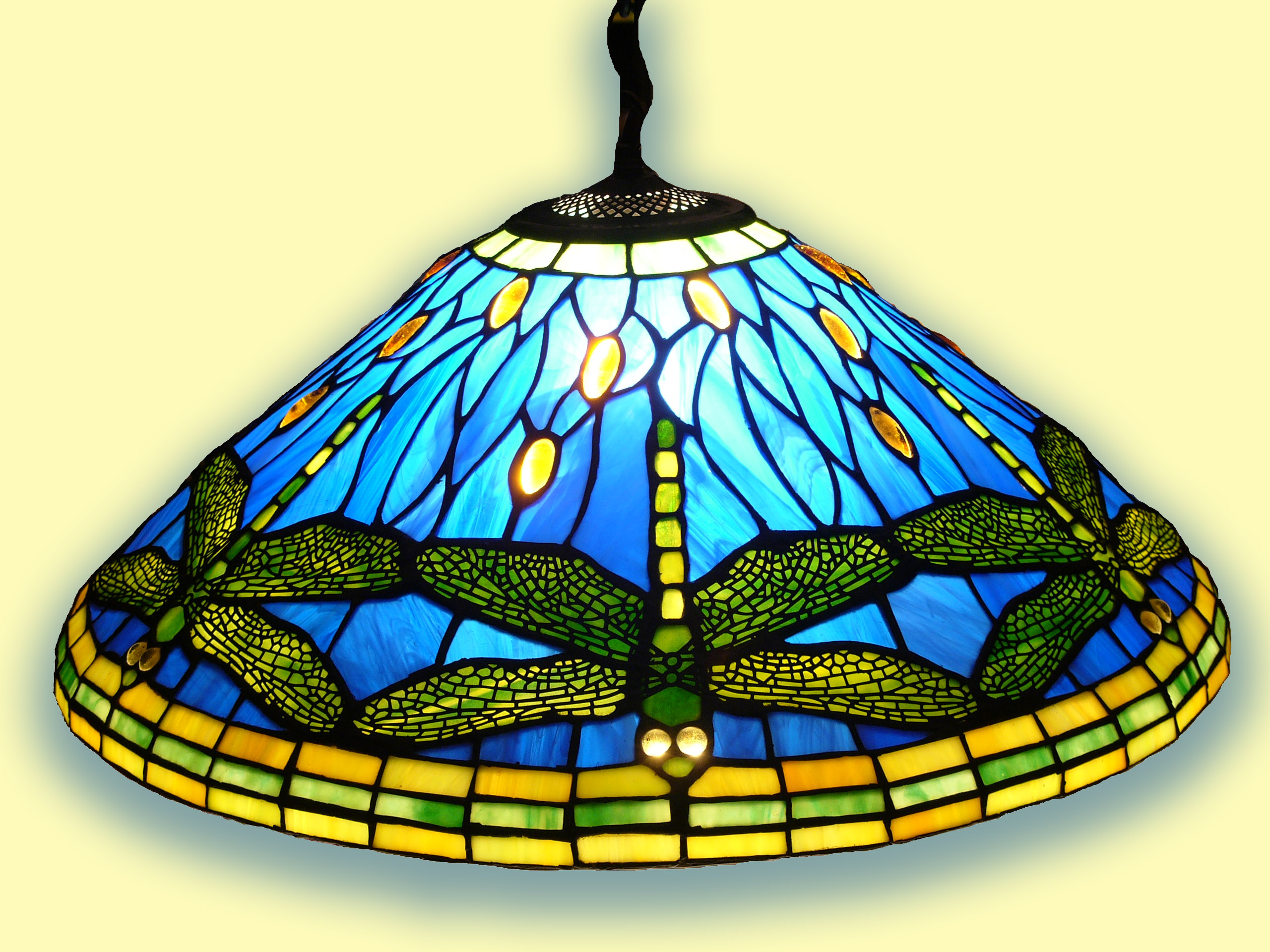
Lámpara Dragonfly.
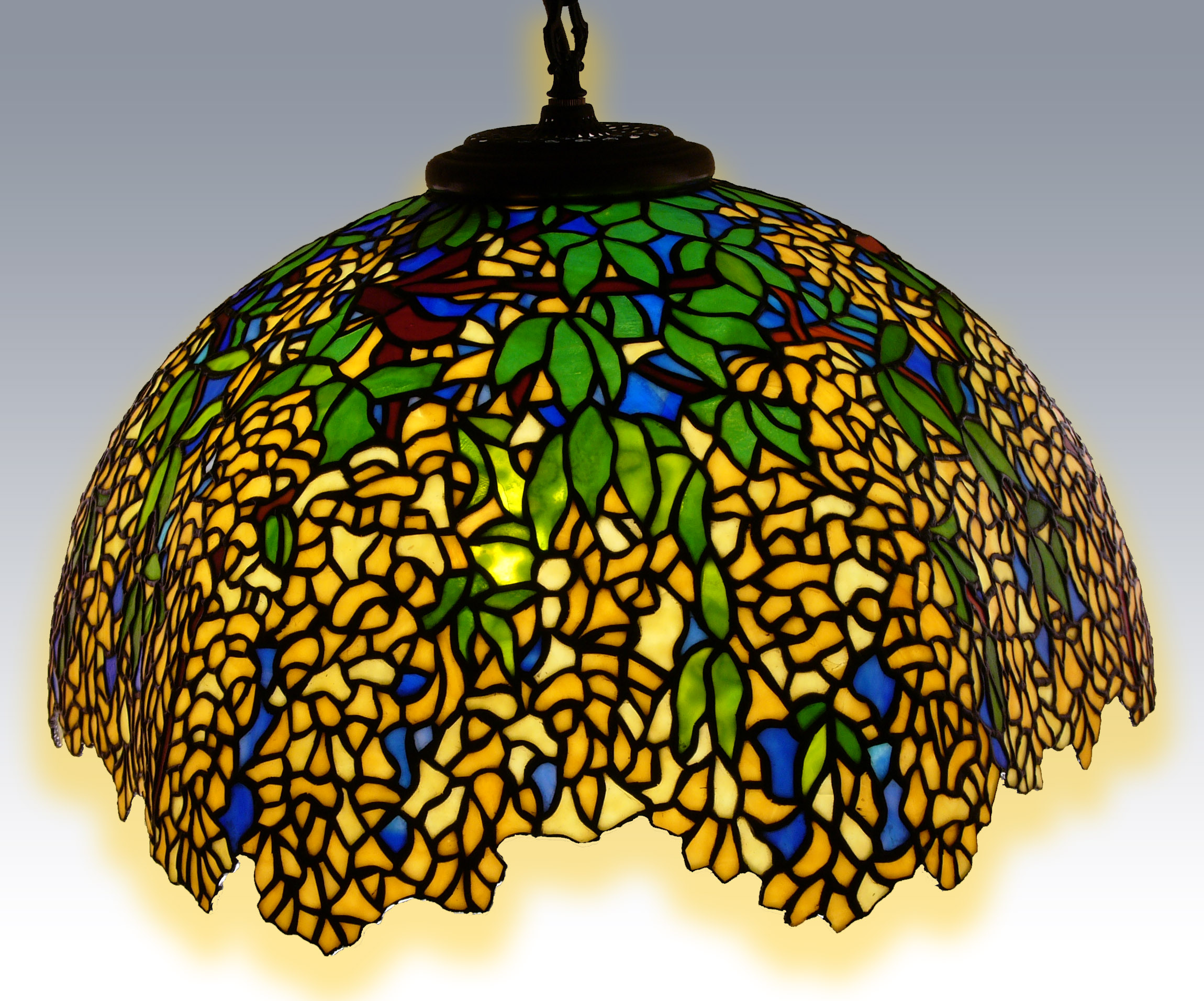
Lámpara Laburnum.
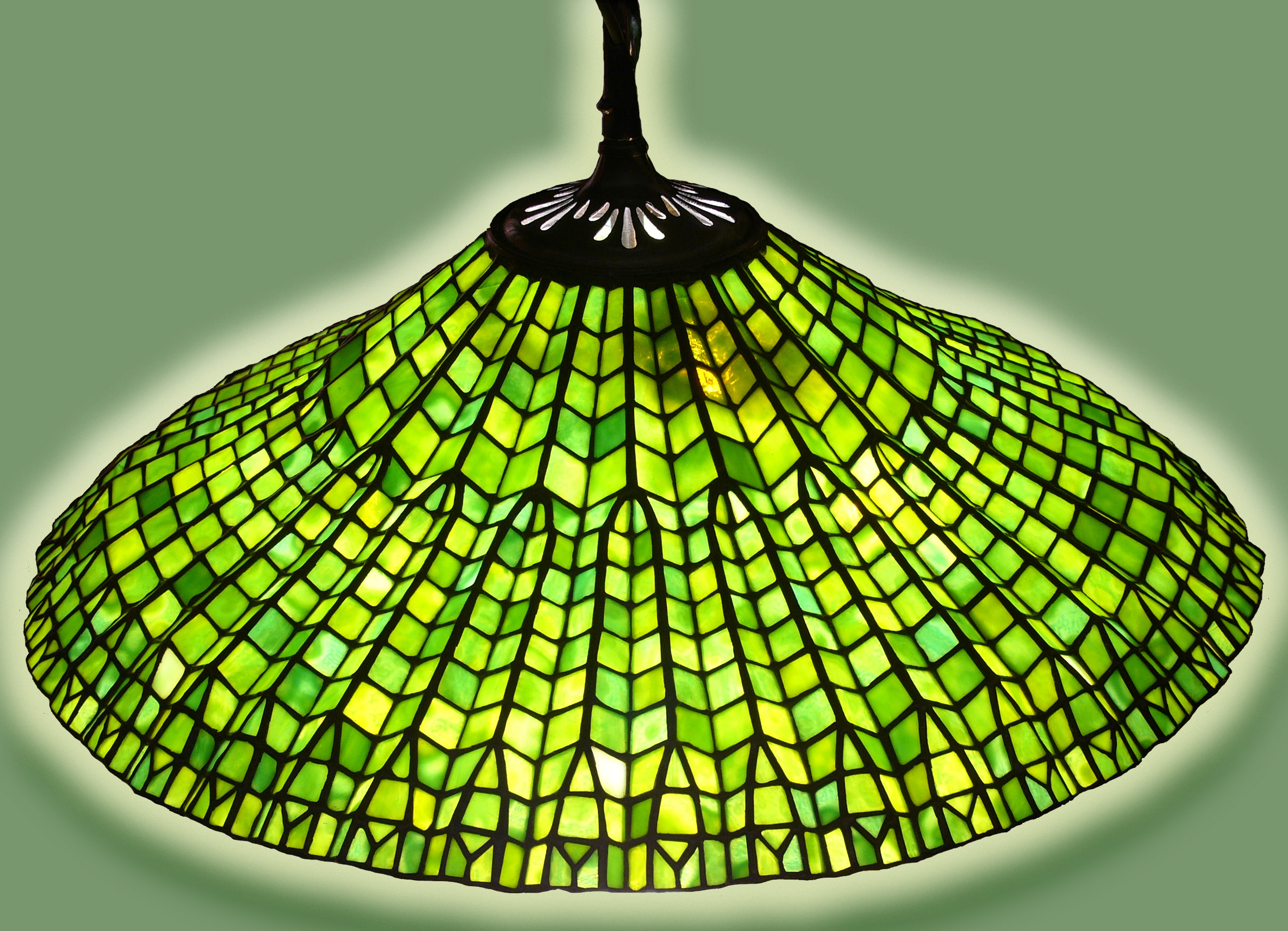
Lámpara Lotus leaf.